# انواع جامدات
جامدات به‌طور کلی به دودسته جامدات بیشکل وجامدات بلوری تقسیم می‌شوند

## جامدات بیشکل
در جامدهای بی‌شکل، ذرات، نظم مشخصی ندارند؛ و ذرات همان بی نظمی که در حالت مایع داشتند را به خود می‌گیرند. در واقع جامدات بی‌شکل معموالا زمانی ایجاد می‌شوند که مایع به سرعت سرد شود، در این صورت ذرات فرصت پیدا نمی‌کنند که به صورت منظم مرتب شوند، در نتیجه به همان صورت نامنظم منجمد می‌شوند.

## جامدات بلوری
در جامدات بلوری ارایه ای متقارن از اتم‌ها، یون‌ها، یا ملکول‌ها با آرایش سه بعدی والگویی تکراری آرایش یافته‌اند. تقارن یک بلور را می‌توان براساس شبکه بلوری توصیف کرد. یک شبکه بلوری را می‌توان با جایگزین کردن مراکز واحد ماده با نقطه‌های شبکه بدست آورد، یک شبکه بلوری را می‌توان به بخش‌های مساوی موسوم به سلول واحد تقسیم کرد که از لجاظ نظری اگر سلول‌های واحد را در سه بعد در کنار هم بچینیم یک شبکه بلوری پدید می‌آید. جامدات بلوری را می‌توان در چهار دسته زیر طبقه‌بندی کرد:
- جامدات کوالانسی
- جامدات مولکولی
- جامدات فلزی
- جامدات یونی

## جامدات کوالانسی

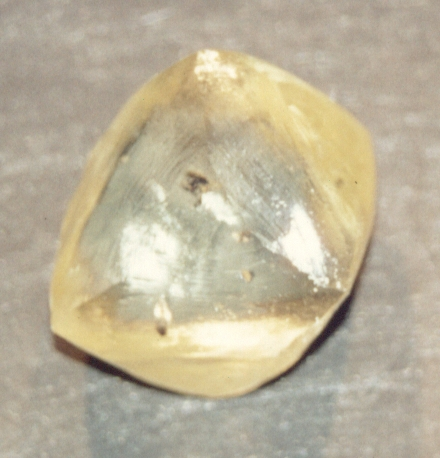

جامدات کوالانسی شبکه ای از اتم‌های به هم پیوسته با پیوند کوالانسی هستند، و همه اتم‌ها باهم تشکیل یک شبکه بزرگ فضایی می‌دهند به صورتی که تمام بلور را می‌توان به صورت یک شبکه ( ساختار ) عظیم در نظر گرفت. از انواع جامدات کوالانسی می‌توان به الماس، گرافیت کوارتز(sio2)، سیلیسیم، ژرمانیم، سیلیسم کاربید(sic)و … اشاره کرد. جامدات کوالانسی دارای ۴ ویژگی عمده می‌باشند:
- دمای ذوب و جوش بالایی دارند
- در حالت جامد و مذاب رسانای جریان برق نیستند
- سخت می‌باشند
- شکننده هستند

## جامدات مولکولی

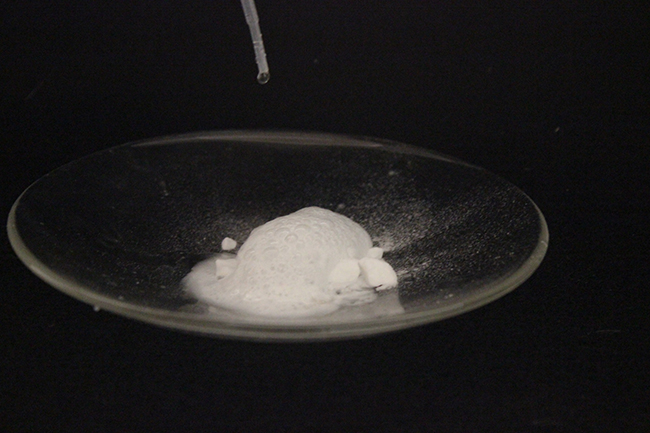

در جامدات مولکولی اتم‌ها به وسیله پیوند کوالانسی به هم متصل بوده تشکیل مولکول‌ها را می‌دهند خود این مولکول‌ها به وسیله جاذبه واندروالسی در کنار هم قرار می‌گیرند، این نیروهادر مولکول‌های غیر قطبی به صورت نیروهای لاندن ودر مولکول‌های قطبی به صورت نیروهای دوقطبی-دو قطبی و همچنین نیروهای لاندن می‌باشند. از انواع جامدات مولکولی می‌توان به شکر، اتانول، یخ خشک، ید جامد و… اشاره کرد. این مواد به طوره عمده دارای ویژگی‌های زیر هستند:
- دمای ذوب و جوش پایینی دارند
- در هیچ حالتی رسانای جریان برق نیستند
- معمولاً نرم هستند

## جامدات فلزی
در این نوع از جامدات پیوند بین اتم‌ها همان‌طور که از نامشان پیداست فلزی می‌باشد. در این نوع از جامدات یون‌های فلزی به صورت شناور در دریای از الکترون‌های آزاد تشکیل شده‌اند. الکترون‌های بیرونی اتم‌های فلز، به علت ضعیف بودن جاذبه هسته، در ساختار بلور فلزی، آزادانه حرکت می‌کنند یون‌های مثبت موقیعت ثابتی در بلور دارند ابر منفی الکترون‌های درحال حرکت که اغلب گاز الکترون یا دریای الکترون نامیده می‌شود، اجزای بلور را به هم متصل می‌کند که این نیرو به پیوند فلزی معروف است که می‌توان رفتار این نوع جامدات را بوسیله نظریه دریای الکترون آزاد بررسی کرد. فلزها از انواع جامدات فلزی هستند. این مواد به‌طور عمده دارای ویژگی‌های زیر هستند:
- دمای ذوب کم، متوسط و بالایی دارند
- برخی نرم و برخی سخت هستند
- رسانای جریان برق در حالت جامد و مذاب هستند
- خاصیت ورقه ورقه شدن دارند
- خاصیت مفتول شدن دارند
- چکش خوار هستند
- جلاپذیر می‌باشند

## جامدات یونی

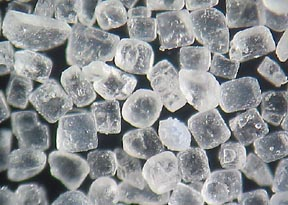

همان‌طور که از نام این دسته از جامدات پیداست از یون‌ها تشکیل شده و دارای پیوند یونی هستند. جاذبه الکترواستاتیکی، عامل نگاه دارندهی یون‌های مثبت ومنفی در ساختار بلوری است. نمک طعام باریم اکسیدوپتاسیم نیترات مثال‌هایی از جامدات یونی هستنداین جامدات به صورت کلی دارای ویژگی‌های زیر هستند:
- دمای ذوب وجوش بالایی دارند (به دلیل قوی بودن پیوند یونی)
- سخت وشکننده هستند (به علت حرکت صفحه ای از یون‌ها روی صفحه دیگر بارهای همنام در کنار یکدیگر قرار می‌گیرند)
- در حالت جامد رسانای جریان برق نیستند اما در حالت مذاب و محلول در اب رسانا می‌باشند